# Chặng đua GP Nga
Chặng đua GP Nga (tên chính thức Russian Grand Prix) là một chặng đua của giải đua xe Công thức 1 vô địch thế giới diễn ra hàng năm. Các đội đua sẽ thi đấu tại Trường đua Sochi Autodrom ở Sochi, Nga.

## Lịch sử
Trong quá khứ, Grand Prix Nga từng được tổ chức hai lần vào các năm 1913 và 1914, đó là thời điểm mà giải đua Công thức 1 còn chưa được tổ chức.
Từ năm 2014, thành phố Sochi tận dụng khu phức hợp thể thao Thế vận hội Mùa đông 2014 để tổ chức một chặng đua F1.Từ đó đến nay (2021) thì chiến thắng luôn thuộc về các tay đua Mercedes và người giành chiến thắng nhiều nhất là Lewis Hamilton (5 lần).
Năm 2017, Valtteri Bottas giành chiến thắng F1 đầu tiên trong sự nghiệp.
Năm 2019, người giành pole là Charles Leclerc, tuy nhiên đội đua Ferrari đã phối hợp không tốt để mất chiến thắng vào tay Lewis Hamilton.
Năm 2020, Hamilton bị phạt 10 giây, chiến thắng là người đồng đội Valtteri Bottas.
Năm 2021, Hamilton để tông rào ở buổi đua phân hạng và Lando Norris đã tận dụng tối đa cơ hội để giành pole đầu tiên trong sự nghiệp.
Ở cuộc đua chính, Carlos Sainz vượt lên dẫn đầu sau pha xuất phát, nhưng chỉ cần hơn 15 vòng là Lando Norris đã đòi lại vị trí dẫn đầu. Đến cuối cuộc đua, Lewis Hamilton vượt lên vị trí thứ hai, liên tục rút ngắn khoảng cách với Norris. Lúc này trời bắt đầu đổ mưa, Norris là tay đua vào pit muộn nhất nên đã phải trả giá, tụt xuống vị trí thứ 7. Với Hamilton, anh có được chiến thắng thứ 100 trong sự nghiệp.

## Kết quả theo năm
| Năm         | Tay đua         | Đội đua       | Trường đua       | Chi tiết      |
| ----------- | --------------- | ------------- | ---------------- | ------------- |
| 1913        | Georgy Suvorin  | Benz          | Saint Petersburg | Chi tiết      |
| 1914        | Willy Scholl    | Benz          | Saint Petersburg | Chi tiết      |
| 1915 – 2013 | Không tổ chức   | Không tổ chức | Không tổ chức    | Không tổ chức |
| 2014        | Lewis Hamilton  | Mercedes      | Sochi            | Chi tiết      |
| 2015        | Lewis Hamilton  | Mercedes      | Sochi            | Chi tiết      |
| 2016        | Nico Rosberg    | Mercedes      | Sochi            | Chi tiết      |
| 2017        | Valtteri Bottas | Mercedes      | Sochi            | Chi tiết      |
| 2018        | Lewis Hamilton  | Mercedes      | Sochi            | Chi tiết      |
| 2019        | Lewis Hamilton  | Mercedes      | Sochi            | Chi tiết      |
| 2020        | Valtteri Bottas | Mercedes      | Sochi            | Chi tiết      |
| 2021        | Lewis Hamilton  | Mercedes      | Sochi            | Chi tiết      |